# Jyrki Yrttiaho
Jyrki Valto Yrttiaho (né le 4 mai 1952 à Pelkosenniemi, Finlande et mort le 17 février 2021) est un homme politique finlandais et membre de l'Eduskunta, représentant pour l'Alliance de gauche. Il a été premièrement élu lors des élections législatives finlandaises de 2007, puis de 2011.